# Lehmannia
Lehmannia är ett släkte inom familjen kölsniglar. Det vetenskapliga släktnamnet Lehmannia har även tidigare använts för tobaksläktet.  

## Arter
- Lehmannia brunneri (H. Wagner, 1931)
- Lehmannia horezia Grossu & Lupu, 1962
- Lehmannia islandica Forcart, 1966
- Lehmannia janetscheki Forcart, 1966
- Lehmannia jaroslaviae Grossu, 1967
- Lehmannia macroflagellata Grossu et Lupu, 1962
- Lehmannia marginata (O. F. Müller, 1774) - Trädsnigel
- Lehmannia medioflagellata Lupu, 1968
- Lehmannia melitensis (Lessona & Pollonera, 1882)
- Lehmannia nyctelia (Bourguignat, 1861)
- Lehmannia requienii Pollonera, 1896
- Lehmannia rupicola Lessona & Pollonera, 1882
- Lehmannia sarmizegetusae Grossu, 1970
- Lehmannia szigethyae Wiktor, 1975
- Lehmannia valentiana (Férussac, 1822) - Valentinsnigel
- Lehmannia vrancensis Lupu, 1973